# Уппсальський університет
У́ппсальський університет (швед. Uppsala universitet) — найстаріший і один з найбільших університетів Швеції.

## Історія
Заснований у 1477 році архієпископом Якобом Ульфсоном у місті Уппсалі. Король Густав II Адольф пожертвував закладу всі свої фамільні багатства.
Головний корпус Університету споруджено у 1879—1887 роках у неоренесансному стилі, з мармуровими колонами, розкішними залами та аудиторіями.
У XVIII столітті в Уппсальському університеті викладав медицину і природознавство Карл Лінней, астрономію — Андерс Цельсій.

## Структура
У складі Уппсальського університету дев'ять факультетів:
- Факультет гуманітарних наук
- Факультет педагогіки
- Факультет філології
- Факультет права
- Факультет медицини
- Факультет фармакології
- Факультет технічних наук
- Факультет соціальних наук
- Факультет теології

При університеті є три ботанічних сади (Ботанічний сад Уппсальського університету, Сад Ліннея, Садиба Ліннея «Hammarby») і музей (заснований К. Ліннеєм), астрономічна обсерваторія (заснована А. Цельсієм), інститут слов'янознавства (заснований у 1950-х роках), збірки історико-архівних документів (у тому числі колекція давньоєгипетських папірусів). Бібліотека університету Carolina Rediviva (заснована в 1620 році) налічує понад 1,5 млн томів. У її фондах зберігаються 12 000 рукописів, серед яких Codex argenteus Ульфіли. Нумізматична колекція (близько 16 000 монет), колекція картин, цінні колекції мінералів, великий ботанічний сад з музеєм та зі статуєю Ліннея, хімічна лабораторія та інші (загальним числом 12) академічні установи.

## Відомі особистості, які навчалися в університеті
- Георг Аланус
- Андерс Йонас Ангстрем
- Кнут Юхан Ангстрем
- Олоф Ареніус
- Сванте Август Арреніус
- Петер Артеді
- Пер Даніель Аттербум
- Карл-Мікаель Бельман
- Торберн Улаф Бергман
- Єнс Якоб Берцеліус
- Ханс Блікс
- Карін Боє
- Карл Брантінг, лауреат Нобелівської премії миру
- Йоран Валенберг
- Йоганн Олоф Валлін
- Луї де Геєр
- Ерік Густав Геєр
- Йоганн Готліб Георгі
- Густав V
- Густав VI Адольф
- Магнус Габріель Делагарді
- Карамишев Олександр Матвійович
- Карл X Густав
- Карл XII
- Карл XV
- Карл XVI Густав
- Бернгард Карлгрен
- Ерік Аксель Карлфельдт, лауреат Нобелівської премії з літератури
- Франс Рейнгольд Кьєльман
- Віллі Чюрклунд — шведський письменник
- Густаф де Лаваль
- Пер Лагерквіст, лауреат Нобелівської премії з літератури
- Лассе Лусідор
- Ларс Леві Лестадіус
- Анна Лінд
- Карл Аксель Магнус Ліндман
- Карл Лінней
- Кнут Лундмарк
- Туре Нерман
- Оскар I
- Оскар II
- Улоф Рудбек (молодший)
- Улоф Рудбек (старший)
- Нямко Сабуні
- Теодор Сведберг, лауреат Нобелівської премії
- Еммануїл Сведенборг
- Натан Седерблюм, лауреат Нобелівської премії миру
- Івар Сандстрем, першовідкривач паращитоподібних залоз
- Кай Сігбан, лауреат Нобелівської премії
- Георг Шерн'єльм
- Август Стріндберг
- Андерс Цельсій
- Даґ Гаммаршельд, лауреат Нобелівської премії миру
- Яльмар Гаммаршельд, лауреат Нобелівської премії миру
- Іріс Юганссон
- Карл Шарльє
- Карл Вільгельм Шеєле
- Йоганн Християн Шребера
- Ян Мортенсон
- Ганнес Альвен (диплом 1934 року) — лауреат Нобелівської премії з фізики (1970)
- Ейнар Дю Рі
- Густав Енестром

## Відомі викладачі

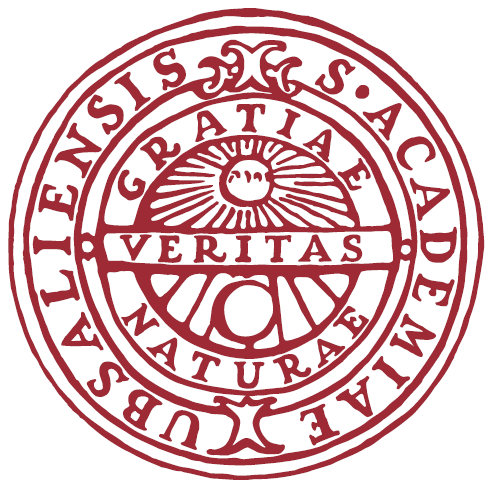
Печатка Уппсальського університету (бл. 1600 року)

- Кнут Юхан Ангстрем
- Роберт Барані — лауреат Нобелівської премії
- Герман Волд — професор статистики
- Андерс Цельсій — астроном та геолог
- Едвард Гуго фон Цейпель (1873—1959) — астроном
- Гейер, Ерік Густав
- Альвар Гульстранд — лауреат Нобелівської премії
- Альва Мюрдаль — лауреат Нобелівської премії миру
- Теодор Сведберг — лауреат Нобелівської премії
- Натан Седерблюм — лауреат Нобелівської премії миру
- Манне Сігбан — лауреат Нобелівської премії
- Кай Сігбан — лауреат Нобелівської премії
- Гуґо Теорель — лауреат Нобелівської премії
- Арне Тіселіус — лауреат Нобелівської премії
- Мішель Фуко — філософ, теоретик культури та історик, один із найвпливовіших мислителів XX століття.
- Ерік Бертіль Гольмберг — астроном
- Малґожата Анна Паклен Паркман — професор польської мови
- Пітер Стойка
- Гайнріх Скуя — професор ботаніки